# Nan Hoover

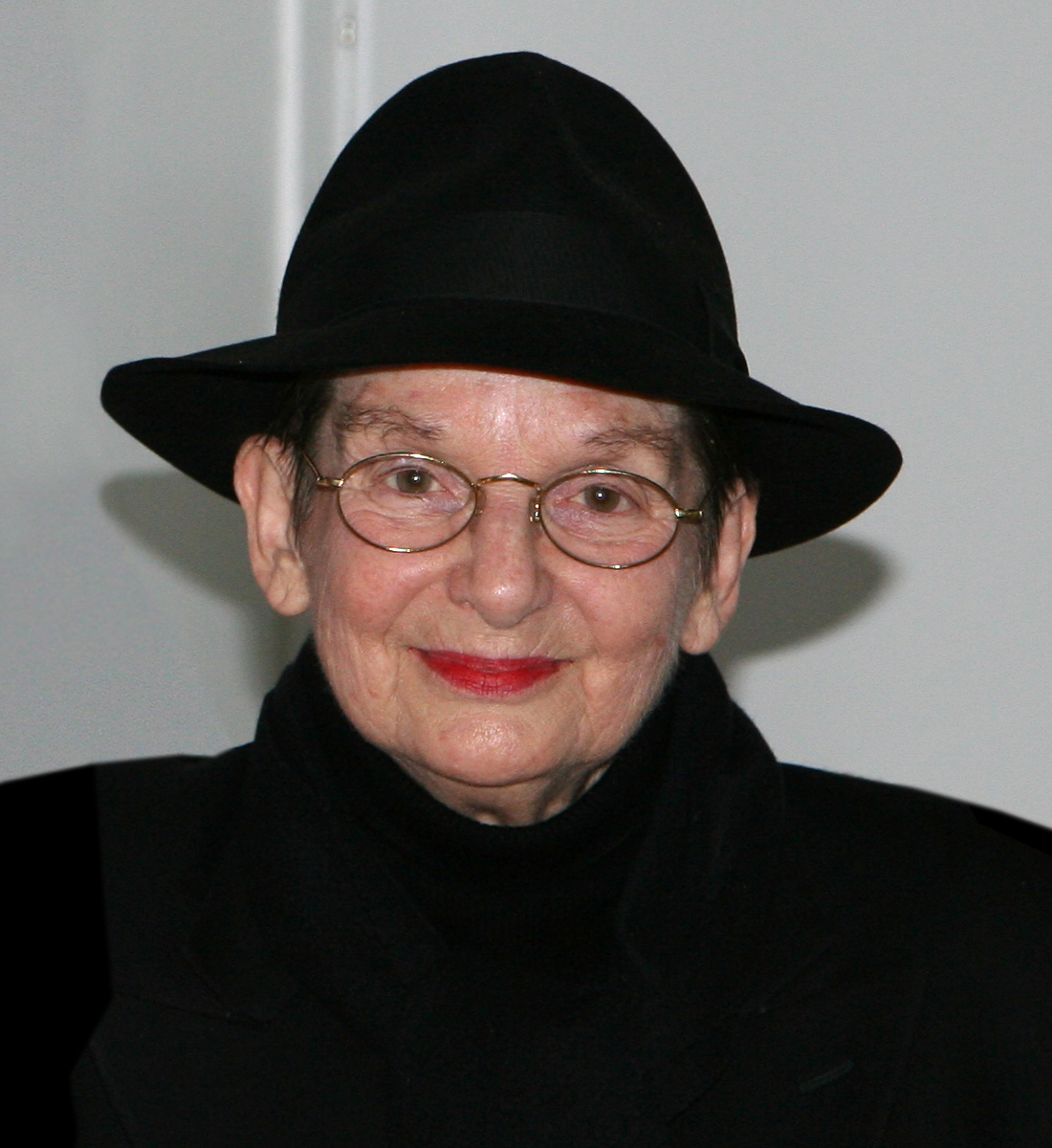
Nan Hoover, 2007

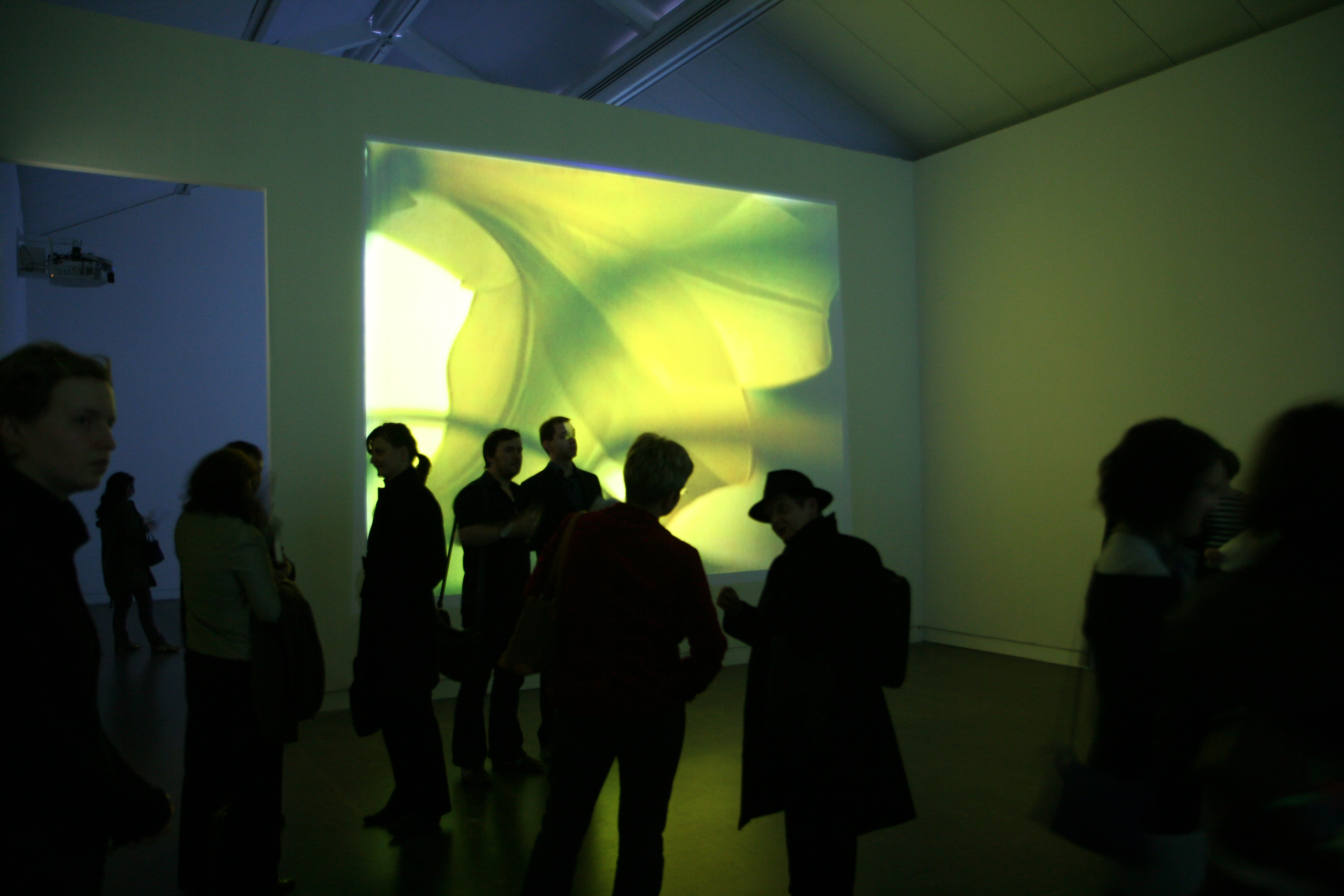
FLORA by Nan Hoover, CCA Glasgow, 2007

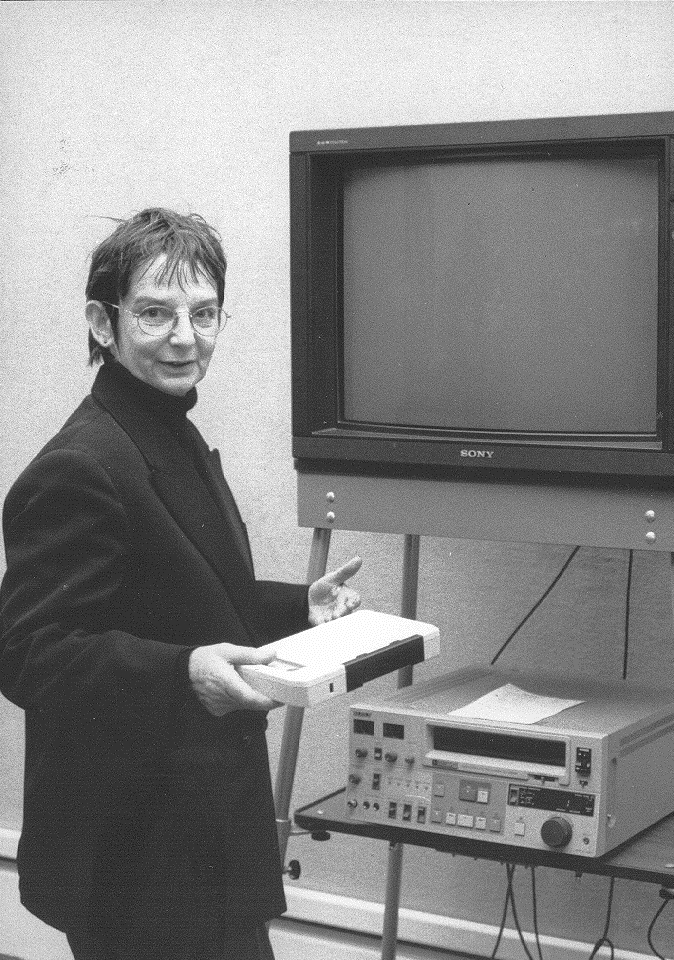
Nan Hoover im Videostudio an der Kunstakademie Düsseldorf, 1991

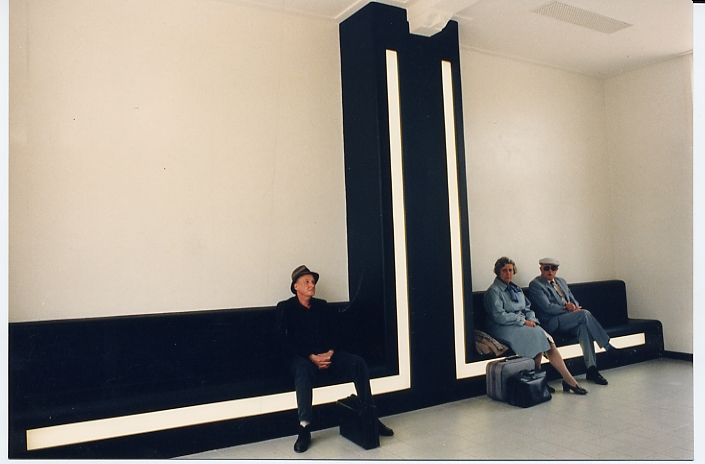
„The Ls“, Installation im Bahnhof Hardenberg, Niederlande, 1990

Nan Hoover (* 12. Mai 1931 in New York City; † 9. Juni 2008 in Berlin) gehört zu den Pionierinnen der internationalen Licht-, Video- und Performancekunst. Ihre frühen Arbeiten waren geprägt durch die Malerei des Surrealismus. Seit Beginn der 1970er Jahre näherte sie sich in ihren Performances, Videoarbeiten und Lichtinstallationen einer auf Reduktion und Reflexion angelegten minimalistischen Formensprache an, in der die Zeit durch das Mittel extremer Langsamkeit und der Raum durch das Medium des Lichts interpretiert und bewusst gemacht werden. Weltweit hat sie seither in internationalen Museen, Ausstellungshäusern und im öffentlichen Raum mit Ausstellungen, Performances und Lichtinstallationen von sich reden gemacht. 1977 nahm sie an der sechsten und 1987 an der achten documenta in Kassel teil. 1986 war sie Dozentin am San Francisco Art Institute, 1986–1996 Professorin an der Kunstakademie Düsseldorf und 1998–1999 Professorin an der Gerrit Rietveld Academie Amsterdam.

## Leben und Werk
Schon in den Jahren des Neuaufbruchs nach dem großen Börsencrash in New York entschied sich Nan Hoover dafür, Künstlerin zu werden. Die Entscheidung zwischen Tanz und Malerei fiel zugunsten der Malerei aus, einem Medium, in dem sie unabhängig von äußeren Bedingungen die eigene Kreativität bewerten konnte.
Dem Studium am Corcoran College of Art and Design in Washington, D.C. folgten erste Jahre als Malerin, zunächst in Washington und später in New York. Mit dem Abstrakten Expressionismus jener Zeit und den heftigen Diskussionen darüber in der New Yorker Kunstszene hatte Hoovers Kunst wenig zu tun. Zu groß war ihr Interesse am menschlichen Körper und an der Psychologie des menschlichen Wesens. Interessiert war sie auch an den Geheimnissen des Lichts, auf die sie neugierig geworden war durch Rembrandt van Rijn, dessen Ölstudien sie bei ihren Besuchen der Washingtoner National Gallery of Art immer wieder aufs Neue faszinierten.
Die Umwälzungen der 1960er Jahre, als in der New Yorker Kunstszene in schneller Folge Minimal Art, Anti-Form und Konzeptkunst entstanden, blieben auf Hoovers figürliche, surreal geprägte Bildwerke zunächst ohne erkennbaren Einfluss. Der Entschluss des Jahres 1969, nach Amsterdam zu ziehen, mag gleichwohl dem Bedürfnis entsprungen sein, die eigene künstlerische Arbeit, die sich so sehr vom gesamten damaligen New Yorker Mainstream unterschied, an einem Ort mit günstigerem Umfeld fortzusetzen. Es sollte dann ausgerechnet Amsterdam sein, wo sie durch ihren zweiten Ehemann Richard Hefti erstmals mit einer Videokamera in Berührung kam, wo sie das seit der Kindheit schlummernde Interesse am Tanz ins Medium der Performance übertrug, wo sie zur Photographie und zur Lichtkunst fand und wo sie im Alter von fast vierzig Jahren einen Neuanfang wagte, bei dem sie zwar dem Anliegen treu bleiben konnte, sich der menschlichen Figur und ihrer Psychologie zu nähern, bei dem es ihr aber gelang, dieses Anliegen mit neuen Mitteln in eine zeitgemäße künstlerische Sprache zu übersetzen.
Der Video- und Performancekünstlerin, die bald auch die niederländische Staatsangehörigkeit annahm, war in den 1970er und 1980er Jahren ein rasanter Erfolg beschieden: 1977 wurde sie von Manfred Schneckenburger zur documenta 6 nach Kassel eingeladen, im gleichen Jahr schaffte sie den Sprung zu einer Videopräsentation ins Museum of Modern Art in New York und 1980 erhielt sie die Einladung des Deutschen Akademischen Austauschdienstes für ein artist-in-residence Stipendium in Berlin. Dort entstand der Film Doors, in dem Hoover den impulsgebenden Schritt von New York nach Berlin als Metapher des Durchschreitens einer Tür und als grundsätzliche Thematik von Kommen und Gehen, von Veränderung und Bewegung, Übergang und Initiation interpretiert. Die Hand, die in den Sequenzen dieses Films immer wieder nach der Klinke greift und sie herunterdrückt, kann auch gelesen werden als Symbol für den Schritt von der Malerei zum Video, weg vom Kreieren des Lichts auf der Leinwand und hin zum Einsatz des Lichts vom Standort hinter der Kamera. Auch Hoovers mit nur einer einzigen Einstellung aufgenommenen Videos zeigten künftig oftmals einen Körper-Ausschnitt ihrer selbst (Finger, Gesicht, Silhouette), der sich zwischen Licht und Dunkel bewegt. Hoover nutzte den Kontrollmonitor während der Video-Aufzeichnung, um ihr Tun zu beobachten. Ohne Unterbrechung oder späteren Video-Schnitt „malte“ sie mit ihrem Körper oder mit transparentem Papier und mit Lichtquellen ein (meist langsam) bewegtes Bild. Von der Fotografie, dem Video und dem Licht sprach sie später als unterschiedlichen „Pinseln“ für ihre Arbeit.
1984 nahm Hoover an der Biennale di Venezia teil, 1986 wurde sie Professorin für Videokunst an der Kunstakademie Düsseldorf. Seit den 1990er Jahren realisierte sie spektakuläre Lichtinstallationen im Innen- und Außenraum, darunter „Die Spur des Lichtes“ 1991 vor der Glyptothek München, „in/out“ 1993 in Düsseldorf, „Movement from either direction“ 1995 in der Kunst- und Ausstellungshalle der Bundesrepublik Deutschland in Bonn, „Movement in Light“ 1997 vor dem Museum Wiesbaden und „Art in Castles“ 1997 im Kasteel Huis Bergh in ’s-Heerenberg in den Niederlanden. 2002 und 2003 war Hoover Teilnehmerin der Lichtrouten Lüdenscheid.
Hoover kombinierte ihre teils interaktiven Lichtinstallationen häufig mit Performances, in denen sie sich langsam und zeitverzögert durch ihre eigenen Arrangements aus schwarzen Kuben und versteckten Scheinwerfern bewegte, wobei ihr Körper das Licht streifenweise aufnahm und wieder ins Dunkel eintauchte. Sie wurde so zur Meisterin im Erfahrbarmachen des Lichts, dieses alltäglichsten aller physikalischen Vorgänge. Die Besucher ihrer Lichtinstallationen wurden von Betrachtenden mehr und mehr zu Wahrnehmenden und machten den Schritt vom unbewussten zum bewussten Aufnehmen dessen, was Hoovers Malerei mit dem Medium des Lichts an Assoziationen und an Emotionen in uns auszulösen vermag. Zu diesem Unterschied zwischen Betrachten und Wahrnehmen führte Hoover selber aus: „Es ist nicht so wichtig, wie wir eine Sache betrachten, sondern wie wir sie wahrnehmen - das kann innerhalb einer Sekunde passieren, aber mit Nachwirkung über Jahrzehnte oder ein ganzes Leben“ (zitiert nach: Night Letters, Köln: Salon Verlag, 2000). Im Dialog mit dem niederländischen Kurator und Kunstkritiker Rob Perrée fügte sie hinzu: „Ich möchte die Vorstellungskraft des Betrachters anstoßen. Ich möchte einen Dialog mit ihm herstellen. Dialog bedeutet, dass ich mich davor hüte, dem Betrachter zu erzählen, ‚dies ist eine Tasse Tee.’ Stattdessen sage ich: ‚Was meinst Du, könnte dies vielleicht eine Tasse Tee sein?’ Wenn es um Wahrnehmungen geht, muss die Vorstellungskraft in Bewegung versetzt werden, um herauszufinden, was man tatsächlich sieht. Wenn etwas sehr konkret dargestellt wird, gibt es gar keinen Grund, diese Vorstellungskraft zu aktivieren“ (zitiert nach: Rob Perrée, Dialogue. About Nan Hoover, Köln: Salon Verlag, 2001). Von 1998 bis 1999 leitete Nan Hoover die Multimediaklasse an der Gerrit Rietveld Academie in Amsterdam. Seit 2005 lebte und arbeitete sie in Berlin in der Gartenstadt Atlantic. 2008 starb sie in Berlin. Die künstlerische Nachlassverwaltung liegt bei der Nan Hoover Foundation in Zusammenarbeit mit der Galerie Sebastian Fath Contemporary in Mannheim. Nan Hoovers Werke „Desert“ (1985), „Halfsleep“ (1984), „Projections“ (1981) und „Returning to Fuji“ (1984) befinden sich u. a. im Archiv der Stiftung imai. Der von Hoover gezielt eingesetzte Effekt der „Brummstörung“ bei „Returning to Fuji“ wird exemplarisch im Kompendium der Bildstörungen beim analogen Video (2013) vorgestellt.

## Ausstellungen
Nan Hoovers Werke wurden u. a. im Museum of Modern Art New York City, dem Stedelijk Museum in Amsterdam, dem Kunstmuseum Bern, der Neuen Pinakothek in München, der Kunst- und Ausstellungshalle der Bundesrepublik Deutschland in Bonn, im Kunsthaus Zürich, im Museum Wiesbaden und in der Kunsthalle Darmstadt ausgestellt. Zudem nahm sie mit Werken an der documenta 6 und 8 und der Biennale in Venedig teil.

### Ausstellungen seit 2006
(G = Gruppenausstellung, K = Katalog)
- 2023–2024 Hoover Hager Lassnig, Kunsthalle Mannheim, DE (K), 10. Nov. 2023 – 28. April 2024[4]
- 2021 Mirrors and Windows, Sammlung Philara, Düsseldorf, 18. Juni – 3. Oktober 2021 (G)[5][6]
- 2019 Writing the History of the Future. Die Sammlung des ZKM, Zentrum für Kunst und Medien, Karlsruhe, DE, 23. Februar 2019 – 9. Januar 2022 (G)
- 2016
  - House of Impressions. Classic and Contemporary Media Art, Staatliches Museum für Bildende Künste A. S. Puschkin, Moskau, RU, 26. Mai – 30. September 2016 (G)[7]
  - Transit, ACUD e. V., Berlin, April 2016 (G).[8]
- 2015
  - Nan Hoover, Akademie-Galerie - Die Neue Sammlung, Düsseldorf, 22. Oktober 2015 – 17. Januar 2016[9]
  - Nan Hoover (1931–2008). Zeit, Natur, Licht, Museum Kunst der Westküste, Alkersum auf Föhr, DE, 19. Juli 2015 – 10. Januar 2016
  - 20. Galerietage Mannheim, Mannheimer Kunstverein, 27. – 29. März 2015 (G)
- 2014
  - time space silence light - the influence of Nan Hoover, PuntWG, Amsterdam, NL, 20. September – 20. Oktober 2014 (G)
  - Last Seen Entering the Biltmore, South London Gallery, London, UK, 26. Juni – 14. September 2014 (G)
- 2013
  - Images of an Infinite Film, Museum of Modern Art, New York City, US, 7. September 2013 – 2. März 2014 (G)
  - Re.act.feminism #2, Akademie der Künste, Berlin, DE, 21. Juni – 18. August 2013 (G)
  - Illusory landscapes of Nan Hoover, Staatliches Zentrum für Gegenwartskunst, Moskau, RU, 21. Januar – 4. Februar 2013 (G)
- 2012
  - Re.act.feminism #2, Instytut Sztuki Wyspa, Gdansk, PL, 23. März – 22. April 2012 (G), Folgeausstellungen: Galerija Miroslav Kraljević, Zagreb, HR, 5. – 26. Mai 2012; Museet for Samtidskunst, Roskilde, DK, 16. Juni – 19. August 2012; Tallina Kunstihone, Tallin, EE, 27. August – 30. September 2012; Fundació Antoni Tàpies, Barcelona, ES, 15. November 2012 – 17. Februar 2013.[10]
  - Big Picture III (Szenen/Figuren), Kunstsammlung Nordrhein-Westfalen, K 21, Düsseldorf, DE, 14. April 2012 – 27. Januar 2013 (G)
  - Reich mir die Hand, Art Foyer der DZ Bank, Frankfurt am Main, 13. April – 2. Juni 2012 (G, K)
  - Bilder gegen die Dunkelheit. Videokunst aus dem Archiv der Stiftung imai, Kunst im Tunnel (KIT), Düsseldorf, DE, 28. April – 24. Juni 2012 (G, K)
  - Kaleidoscope of Pacific Standard Time, Los Angeles und San Francisco, 21./22. Januar und 27./28. Januar 2012 (G)
- 2011
  - Big Picture II (Zeitzonen), Kunstsammlung Nordrhein-Westfalen, K 21, Düsseldorf, DE, 9. Dezember 2011 – 1. April 2012 (G)
  - Exchange and Evolution: Worldwide Video Long Beach 1974–1999, Long Beach Museum of Art, Kalifornien, US, 7. Oktober 2011 – 12. Februar 2012 (G, K)
  - Landscape Program, Public Art Screens, Stavanger, NO, 1. November – 31. Dezember 2011 (G)
  - Die Erfindung der Wirklichkeit – Photographie an der Kunstakademie Düsseldorf von 1970 bis heute, Akademie-Galerie, Düsseldorf, DE, 16. September 2011 – 5. Februar 2012 (G, K)
  - Nan Hoover – Out of the Ordinary, Sebastian Fath Contemporary, Mannheim, DE, 14. – 28. Mai 2011
- 2010
  - Point of View on The Collection: Acts of Presence, Musée d’Art Contemporain de Montréal, Montréal, CA, 4. November 2010 – 31. März 2011 (G)
  - Hommage an Nan Hoover, Onomato Künstlerverein, Düsseldorf, DE, Mai 2010
  - Licht und Schatten, Sebastian Fath Contemporary, Mannheim, DE, 15. Januar – 13. Februar 2010 (G)
- 2009
  - Record Again! 40 Jahre Videokunst.de Teil 2, Zentrum für Kunst und Medien (ZKM), Karlsruhe, DE, 17. Juli – 6. September 2009 (G, K)
  - Nan Hoover: I am a painter. Early video works and late print works, Soledad Senile Gallery, Amsterdam, NL, 4. April – 17. Mai 2009
  - Ars Luminosa VI Lichtgestalten: Schattenwesen, Kunstraum, Akademie der Diözese Rottenburg-Stuttgart, Stuttgart, DE, 25. Oktober 2009 – 24. Januar 2010 (G)
  - Nan Hoover – Lightscapes, Centrum Kunstlicht in de Kunst, Eindhoven, NL, 17. Februar – 19. Mai 2009
  - Deep North. Transmediale 09, Haus der Kulturen der Welt, Berlin, DE, 27. Januar – 1. Februar 2009 (G)
  - Videolounge 2009, Galerie Dieter Reitz, Berlin, DE, 2009
  - Fluchten, Künstlerverein Walkmühle, Wiesbaden, DE, 16. Mai – 28. Juni 2009 (G)
  - Nan Hoover – Movement in Light, Dutch Art Institute, University Twente, Twente, NL, 2009
  - Overzicht 35 jaar beeldende kunst festivals in Arnhem, Museum für Moderne Kunst, Arnhem, NL, 12. September – 24. Oktober 2009 (G)
- 2008
  - Nan Hoover. Fotografie und Videoarbeiten 1981–2007, Museum Villa Rot, Burgrieden-Rot, DE, 2. November – 18. Januar 2009
  - Nan Hoover. Recent photographs and drawings, Suzanne Biederberg Gallery, Amsterdam, NL, 8. November – 6. Dezember 2008
  - Nan Hoover. Zeichnung, Skulptur, Video, Galerie Dieter Reitz, Berlin, DE, 25. September – 8. November 2008
  - Breeze, Galerie Nelson-Freeman, Paris, FR, 20. September – 31. Oktober 2008 (G)
  - Uit de Tijd, De Service Garage, Amsterdam, NL, 24. September – 19. Oktober 2008 (G)
  - Nan Hoover. Gestures, Sebastian Fath Contemporary, Mannheim, DE, 2008
  - Nan Hoover and Bill Viola. Some Times, Museum der Moderne, Salzburg, AT, 20. März – 6. Juli 2008
  - Nan Hoover, Galerie XRAY, Lubon, PL, 22. Oktober 2007 – 22. Oktober 2008
- 2007 Timeloop – 40 Years of Video Art in Germany, CCA Center for Contemporary Art, Glasgow, UK, 12. April – 19. Mai 2007 (G)
- 2006 Nan Hoover – drei Installationen, Museum Wiesbaden, DE, 15. Januar – 27. März 2006

## Veranstaltungen (Auswahl)
- Stasis and Latenz, Symposium, Kunstakademie Düsseldorf, 28. – 30. Januar 2016
- To Transfer or to Transform, Netherlands Media Art Institute (NIMK), Amsterdam, 6. Dezember 2011
- Inspired by Nan Hoover. A comprehensive program highlighting the work of Nan Hoover and new work inspired by Nan Hoover, Netherlands Media Art Institute (NIMK), Amsterdam, in Kooperation mit der Nan Hoover Foundation, 2./3. Dezember 2011 (G)
- Cine Sonic Nan Hoover and Banabilla, Netherlands Media Art Institute (NIMK), Amsterdam, 2. Dezember 2011
- Cine Sonic Nan Hoover and Banabilla, Goethe-Institut, Amsterdam, 9. September 2011
- Schwarz und Weiss, Mannheimer Kunstverein und Galerie Sebastian Fath Contemporary, Mannheim, 7. – 9. Mai 2010 (G)
- Nan Hoover - Movement in Light, Camden Arts Center, London, 7. Oktober 2010
- Meeting Nan Hoover. Presentation of a videoportrait by Sam Schoenbaum, Kunstakademie Düsseldorf, 23. Oktober 2008

## Performances (Auswahl)
- 1976–1977 Videoperformance
- Licht-Performance 1976 in Berlin
- 1978 movement in dark
- 1979 Progressions
- 1981 Doors, in Stuttgart
- 1981 Performance Eins, in Berlin

## Auszeichnungen
- 1980 DAAD-Stipendium in Berlin.[11]
- 1986 Ehrenpreis des Magazins Frauen und Film, Film- und Videofestival Osnabrück
- 1987 1. Preis der Dritten Internationalen Biennale in Ljubljana
- 1996 Künstlerinnenpreis des Landes Nordrhein-Westfalen im Bereich Multimedia

## Publikationen (Auswahl)

### Monographien
- 2023 Nan Hoover, Hrsg. Inge Herold und Jan Holten, Kunsthalle Mannheim, Deutscher Kunstverlag, DE, ISBN 978-3-422-80173-8
- 2001 Dialogue: About Nan Hoover, Hrsg. Rob Perrée, Salon-Verlag, Köln, DE, ISBN 3-89770-151-0
- 2000 Nan Hoover – night letters, Hrsg. Sasa Hanten und René Schmitt, Salon-Verlag, Köln, DE, ISBN 3-89770-094-8
- 1999 Nan Hoover – Image Motif (or a Motive for a Picture), Katalog, Hrsg. Leonida Kovac
- 1999 Nan Hoover – The Spirit of Survive, Katalog, Hrsg. Renate Petzinger[12]

### Aufsätze und Beiträge in Publikationen
- 2023 Christina Bergemann: Mit Licht malen. Nan Hoover als Videokünstlerin und Malerin, in: Nan Hoover, Hrsg. Inge Herold und Johan Holten, Kunsthalle Mannheim, Deutscher Kunstverlag, DE. ISBN 978-3-422-80173-8
- 2006 Syntax des Sehens. Die Videosammlung des ZKM, Hrsg. Marlene Angermeyer-Deubner und Peter Weibel, ZKM Zentrum für Kunst und Medientechnologie Karlsruhe, Kehrer Verlag Heidelberg, ISBN 978-3-939583-14-1
- 2005 Medien Kunst Netz 2, Hrsg. Rudolf Frieling und Dieter Daniels, ZKM Karlsruhe, Springer Verlag, ISBN 3-211-23871-9
- 1999 Zauberei und Zähneklappern. Texte und Reden zu Künstlerinnen, 1973–1999, Hrsg. Jörn Merkert, Verein der Berliner Künstlerinnen 1867 e. V., Berlin, DE.
- 1999 Video-Poeme von Nan Hoover, Petra Maria Meyer, Seite 85, in: Rewind to the Future, Bonner Kunstverein, Bonn, DE.
- 1998 Über die Realität von Körpergefühlen, Künstler der Gegenwartskunst, Hrsg. Marianne Hoffmann, München, DE.
- 1998 The Promise of Photography, Hrsg. Gislind Nabakowski, Sammlung der DG Bank.
- 1998 Wahrnehmen heißt: zu anderem übergehen, Video-Poeme von Nan Hoover", von Petra Maria Meyer.
- 1998 Die Geschwindigkeit der Schatten, Philosophische Gedanken zu Nan Hoovers Video Art, in: Der elektronische Raum, 15 Positionen zur Medienkunst, Kunst- und Ausstellungshalle der Bundesrepublik Deutschland, Bonn
- 1998 Nan Hoover's Video Art, von Prof. Paul Good, in: Minimalia zur Gegenwartskunst, Parerga[13]
- 1992 Drei Projekte: Bitte berühren. Deutscher Videokunstpreis '92. 'Weinbrenners Traum', ZKM Karlsruhe und SWF Baden-Baden, Katalog zur Ausstellung in der Unterkirche der Ev. Stadtkirche Karlsruhe am Marktplatz, 22. Mai bis 8. Juni 1992